# Geert Mak

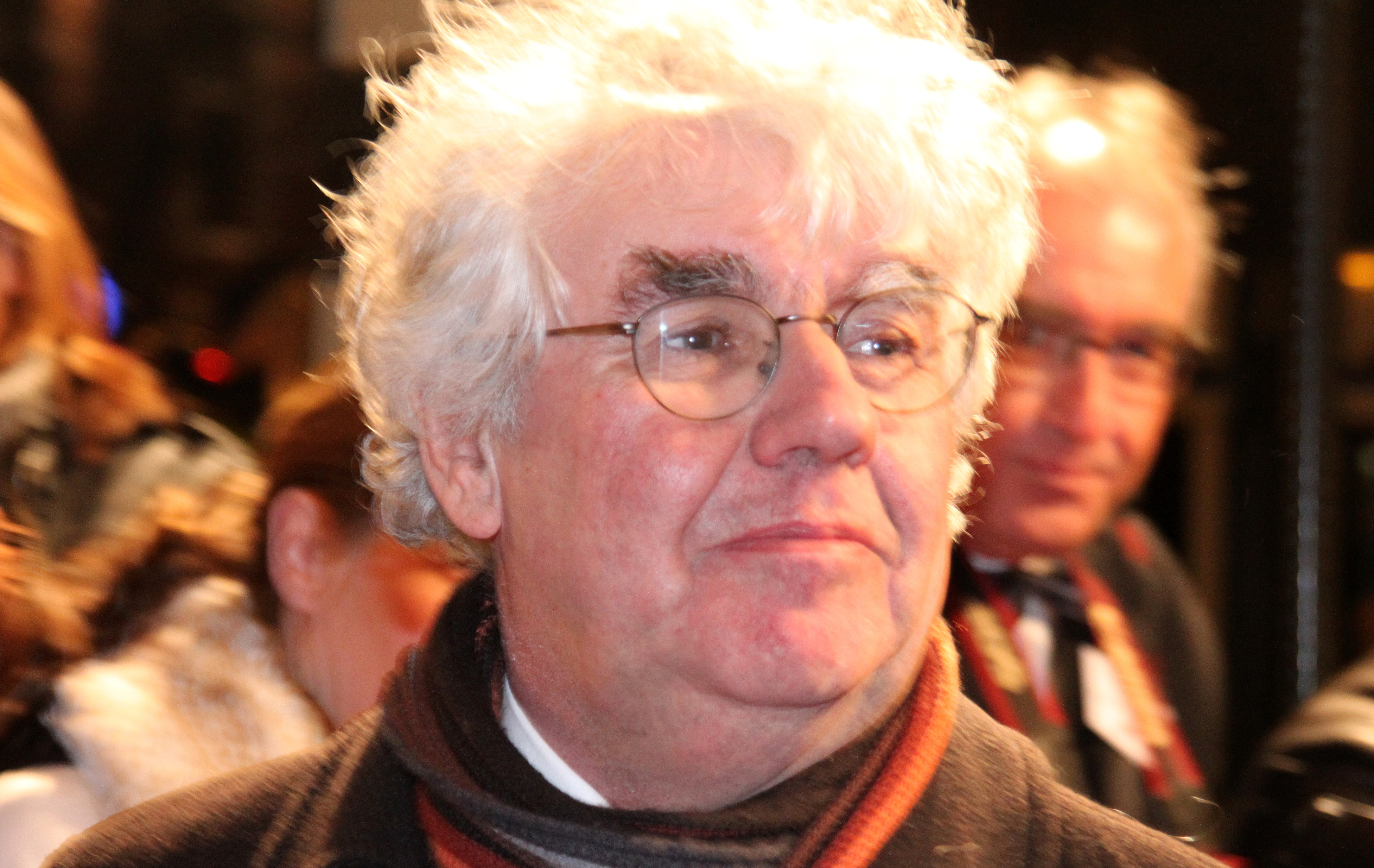
Geert Mak

Geert Ludzer Mak (* 4. Dezember 1946 in Vlaardingen) ist ein niederländischer Journalist, Publizist und Sachbuchautor.

## Leben
Mak wuchs in Leeuwarden und Hurdegaryp als Sohn des reformierten Pastors Catrinus Mak und Geertje van der Molen auf und besuchte das Reformierte Gymnasium in Leeuwarden. Über seine Familie, die vor dem Zweiten Weltkrieg einige Jahre auf Sumatra lebte, hat er später in seinem Buch Das Jahrhundert meines Vaters berichtet. Er studierte Rechtswissenschaften und Soziologie an der Freien Universität und der Universität Amsterdam. 1973 wurde er Dozent für Verfassungs- und Einwanderungsrecht an der Universität Utrecht. Von 1975 bis 1985 war er Herausgeber der Wochenzeitung De Groene Amsterdammer, danach war er Mitglied der ausländischen Redaktion von publieke VPRO-Radio und NRC Handelsblad, wo er sich hauptsächlich mit Stadt- und Einwanderungsfragen befasste.
Gemeinsam mit einer Gruppe von Journalisten und Autoren war Mak aktiv, um literarischen Sachbüchern neues Leben einzuhauchen. 1990 war er Mitbegründer des Fonds für journalistische Sonderprojekte und des literarischen Sachbuchs Atlas – dem Vorgänger des späteren Verlags Atlas / Contact. Im Anschluss daran konzentrierte er sich hauptsächlich auf das Schreiben, dabei insbesondere auf Reisegeschichten und historische Sachbücher.
Zwischen 2000 und 2003 war Mak Professor für Metropolenfragen an der Universität Amsterdam, dem sogenannten Wibaut-Lehrstuhl. Sein Nachfolger war Paul Scheffer, Soziologe und Journalist. Maks Antrittsvortrag über das ideale Stadtbild der Amsterdamer im Laufe der Jahrhunderte, De Goede Stad, erschien 2001. Unter dem gleichen Titel wurde 2007 auch eine Sammlung von Aufsätzen und Vorträgen zum Denkmalschutz und zu anderen städtischen Themen veröffentlicht. Im Jahr 2002 erhielt er den IJ-Preis für seine Verdienste um die Stadt Amsterdam.
Mak wurde zweimal zum Historiker des Jahres gewählt. Er erhielt die Ehrendoktorwürde der Open University (2004) und der Universität in Münster (2014). Für sein Buch In Europe erhielt er den Leipziger Buchpreis zur Europäischen Verständigung (2008) und den Otto von der Gablentz-Preis (2009). Die französische Regierung ernannte ihn zum Chevalier de la Légion d'Honneur (2008). In den Niederlanden erhielt er für sein seltenes Engagement in der internationalen Geschichte den Gouden Ganzenveer (2015), den Comenius-Preis (2016) und von Königin Máxima den Prince Bernhard Cultuurfonds-Preis für sein gesamtes Werk (2017). In den Erläuterungen zur Ehrendoktorwürde in Münster wurde Mak als begabter Geschichtserzähler beschrieben, der professionelle Wissenschaft, Popularisierung, Originalität und Engagement verbinden kann.
2013 war er Jurymitglied der Auszeichnung Das außergewöhnliche Buch des Kinder- und Jugendprogramms des Internationalen Literaturfestivals Berlin.
Geert Mak ist mit Mietsie Ruiters verheiratet und lebt teilweise in Amsterdam, teilweise in Friesland.

## Werke

### Bücher
1992 wurde De Engel van Amsterdam veröffentlicht. Maks erstes literarische Sachbuch war eine anatomische Lektion über die niederländische Hauptstadt und eine Reihe von Porträts von Stadtteilen, Straßen, Häusern und Amsterdammern. Er verwendete ähnliche Techniken – eine Kombination aus der großen Geschichte und der kleinen menschlichen Geschichte – in Eine kleine Geschichte von Amsterdam (1995) und Wie Gott aus Jorwert verschwand (1996), einer allmählich klassischen Beschreibung des raschen Niedergangs der europäischen Bauernkultur. In seinem populärsten Buch, Das Jahrhundert meines Vaters (1999), skizzierte Mak die Geschichte der Niederlande im 20. Jahrhundert auf der Grundlage seiner eigenen Familiengeschichte.
1999, am Ende des Jahrhunderts, reiste Mak für NRC Handelsblad ein ganzes Jahr lang quer durch Europa und veröffentlichte jeden Tag ein Reisememo auf der Titelseite. Es wurde ein Reisebericht über den Kontinent und gleichzeitig eine Reise durch das 20. Jahrhundert voller lokaler Beobachtungen und Gespräche mit den letzten Augenzeugen. Auf dieser Grundlage wurde 2004 In Europa veröffentlicht, das ihm unter anderem den NS-Publikumspreis für das niederländische Buch einbrachte und das schließlich in mehr als fünfzehn Sprachen übersetzt wurde.
De Brug (Die Brücke von Istanbul) wurde 2007 als Boekenweekgeschenk veröffentlicht. Es war ein Reisebericht über die Galata-Brücke, die den traditionellen und moderneren Teil Istanbuls verbindet und in der Mak wochenlang das Leben mit Passanten und Straßenhändlern teilte.
Das Buch Reisen ohne John (2012) kann als das amerikanische Gegenstück zu In Europe angesehen werden. 2012, während der Eurokrise, publizierte er die Broschüre Was ist, wenn Europa zusammenbricht. Im Jahr 2019 wurde dies mit In Europa fortgesetzt.

### Fernsehen
Im Jahr 2000 produzierte Mak gemeinsam mit dem Filmemacher Theo Uittenbograard die kulturhistorische neunteilige RVU-Fernsehserie Der Sommer 1823 – auf den Spuren von Jacob van Lennep. Er trat dabei in die Fußstapfen des Schriftstellers Jacob van Lennep aus dem 19. Jahrhundert und seines Freundes Dirk van Hogendorp. Grundlage dieser Fernsehserie war die Rückübersetzung des Tagebuchs von Jacob van Lennep durch die Historikerin Marita Mathijsen, auf Initiative des Filmproduzenten René Mendel. Im Herbst 2007 präsentierte Geert Mak eine TV-Adaption von In Europe bei VPRO in Form einer Serie über zwei Staffeln mit insgesamt 35 Teile. Durch den großen Erfolg wurde ab 2019 ein Follow-up zu In Europe mit insgesamt 20 Teile produziert.

## Rezeption
Aus seiner intensiven Neugierhaltung und Beobachtung des Alltags und der Entwicklungen in den Niederlanden und ihren Städten und Provinzen ergaben sich mehrere erfolgreiche Buchveröffentlichungen. Eine ausgedehnte Reiseleidenschaft, die er nicht zuletzt auch für Recherchearbeit nutzte, um Reportagen und Reisebücher zu verfassen, versorgte ihn mit einer Fülle an internationalen Vergleichsmöglichkeiten und Gesprächspartnern. Sein besonderes Augenmerk galt von Beginn an der Zeitgeschichte des 20. Jahrhunderts.
2004 veröffentlichte Mak eine Analyse der Hintergründe und Folgeerscheinungen des Mords an Theo van Gogh. Seine mit vielen Indizien begründete Kulturelle Rezeptionsthese löste kontroverse Diskussionen aus: die Politiker und Medien seien zu „Händlern der Angst“ geworden und hätten eine hysterische Islamophobie geschürt, während die Bürger nach dem Mord an van Gogh ruhig geblieben seien. Auf großen Widerspruch stieß allerdings Maks Vergleich von Theo van Goghs Film Submission mit dem NS-Propagandafilm Der ewige Jude: beide nutzten die gleiche Propagandatechnik. Während in Submission das Recht auf Gewalt gegen Frauen mit den entsprechenden Koransuren auf Frauenkörpern konkretisiert wurde, unterlegte man auch im NS-Film Der ewige Jude Bilder von schreckenerregenden Gestalten aus dem Warschauer Ghetto mit Talmud-Texten. Mak kann in der jeweiligen Verbindung einer Heiligen Schrift mit Menschen keinen wesentlichen Unterschied erkennen und will die Öffentlichkeit auch davor warnen.
Im Gefolge des Mordfalls konstatiert Geert Mak eine „moralische Panik“. In den Medien des Landes und vor allem im Internet habe sich „jahrelang aufgestauter Fremdenhass“ entladen. Neben den Medien versuchten die politischen Parteien, den Mord für eigene Interessen zu instrumentalisieren. Es „setzte ein Angsthandel ein, noch schlimmer, es entstand fast eine Angstsucht“, „die Moslems“ würden in den Großstädten bald „die Mehrheit übernehmen“, so etwa Vertreter der rechtsliberalen Regierungspartei VVD. Bis dahin galt Mak, der als einer der wichtigsten Publizisten der Niederlande gilt, unter seinen Landsleuten als eine unumstrittene moralische Instanz. Trotz des pamphletistischen Charakters seiner Schrift gelang es ihm damit, eine breite Debatte über den Zustand der Demokratie in den Niederlanden anzustoßen.
Während der Tenor der Kritik seiner Analyse noch in großen Teilen mehr oder weniger Zustimmung fand, wurden seine NS-Vergleiche von der VVD, vom Arabisten Hans Jansen und vom Schriftsteller Leon de Winter scharf kritisiert. Seine Instrumentalisierung von Antisemitismusvorwürfen stieß auf wütende Proteste. Mak unterließ es, auf diesen Teil der Kritik wie sonst auch unmittelbar zu antworten, stattdessen erklärte sein Verleger, dass er van Goghs Film Submission (Part I) nach dem Drehbuch Ayaan Hirsi Alis nicht als Ganzen mit Der ewige Jude verglichen habe. Die konservative deutsche Tageszeitung Die Welt kommentierte Maks Verhalten wie folgt:

„Eine kühle Analyse ist ihm angesichts der eigenen Erregung gründlich misslungen, und die wütende Polemik zur Rettung eines längst begrabenen multikulturellen Traumes, die immer wieder durchscheint, bringt die Niederlande auch nicht voran. Dennoch bleibt „Der Mord an Theo van Gogh“ lesenswert. Nicht als Analyse einer „moralischen Panik“, sondern als Innenansicht aus einem Land im zumindest geistigen Ausnahmezustand.“

Mak ist häufig Gast in Literatursendungen und Gesprächspartner der Politik, wie Bundespräsident Steinmeier.

## Auszeichnungen (Auswahl)
- 1999: Roland-Holst-Preis für Wie Gott verschwand aus Jorwerd[27]
- 2000: Groeneveldprijs[28]
- 2004: Ehrendoktorwürde der Open University, Heerlen[29]
- 2008: Ritter der Ehrenlegion, Frankreich[30]
- 2008: Leipziger Buchpreis zur Europäischen Verständigung[31]
- 2009: Otto-von-der-Gablentz-Preis[32]
- 2014: Ehrendoktorwürde der Westfälischen Wilhelms-Universität (WWU) Münster[33][34]
- 2015: Preis Gouden Ganzenveer[35]
- 2016: Comeniusprijs[36]
- 2017: Oeuvreprijs van het Prins Bernhard Cultuurfonds[37]
- 2021: Karlsmedaille für europäische Medien[38]
- 2022: Das politische Buch für Große Erwartungen. Auf den Spuren des europäischen Traums

## Werke in Auswahl
- 1992: De engel van Amsterdam, ISBN 90-254-0034-5[39]
- 1997 Amsterdam – Biographie einer Stadt. Siedler, Berlin, ISBN 3-88680-612-X, 350 S. (ndl. Een kleine geschiedenis van Amsterdam, 1995)[40]
- 1999 Wie Gott verschwand aus Jorwerd. Der Untergang des Dorfes in Europa. Siedler, Berlin, ISBN 3-88680-669-3 (ndl. 1996: Hoe God verdween uit Jorwerd)[41]
- 2004: In Europa; Deutsch: 2005 In Europa. Eine Reise durch das 20. Jahrhundert. Siedler, ISBN 3-88680-826-2
- 2005: Das Jahrhundert meines Vaters. Siedler, ISBN 3-442-73347-2 (ndl. 1999: De eeuw van mijn vader)[42][43]
- 2005: Der Mord an Theo van Gogh. Geschichte einer moralischen Panik. Suhrkamp, Frankfurt/Main, ISBN 3-518-12463-3 (ndl. 2005: Gedoemd tot kwetsbaarheid, ISBN 90-450-1382-7)[44]
- 2007: Die Brücke von Istanbul. Eine Reise zwischen Orient und Okzident. Pantheon, München, ISBN 978-3-570-55040-3 (ndl. 2007: De brug, ISBN 978-90-5965-046-6)[45]
- 2012: Was, wenn Europa scheitert, ISBN 978-3-570-55198-1[46]
- 2012: Das erstarrte Europa – Ursachen und Auswege, ISBN 978-3-933090-23-2[47]
- 2013: Kleine Geschichte der Niederlande. Ein historisches Porträt. C.H. Beck, München, ISBN 978-3-406-64559-4 (bereits 2008 unter dem Titel Niederlande in der Reihe Die Deutschen und ihre Nachbarn erschienen)
- 2013: Amerika! – Auf der Suche nach dem Land der unbegrenzten Möglichkeiten . Siedler, München, ISBN 978-3-8275-0023-6 (Niederländisches Original: 2012: Reizen zonder John – op zoek naar Amerika. Atlas Contact, Amsterdam, ISBN 978-90-450-2084-6)[48][49]
- 2015: Grillen und Ameisen. Alte Geschichten im neuen Europa, ISBN 978-3-446-24990-5
- 2016: De levens van Jan Six:een familiegeschiedenis. Uitgeverij Atlas Contact, Amsterdam/Antwerpen, ISBN 978-90-450-2776-0
  - Die vielen Leben des Jan Six. Aus dem Niederländischen von Gregor Seferens und Andreas Ecke. Siedler, München 2016, ISBN 978-3-8275-0087-8[50]
- 2019: Grote Verwachtingen. In Europa 1999-2019. Uitgeverij Atlas Contact, Amsterdam/Antwerpen, ISBN 978-90-450-3891-9
  - Große Erwartungen. Auf den Spuren des europäischen Traums (1999-2019). Aus dem Niederländischen von Andreas Ecke. Siedler, München 2020, ISBN 978-3-8275-0137-0[51][52]
- 2020: Epiloog bij Grote Verwachtingen. Uitgeverij Atlas Contact, Amsterdam/Antwerpen, ISBN 978-90-450-4291-6[53]